# Дубовое (Светлоярский район)
Дубовое — посёлок в Светлоярском районе Волгоградской области, в составе Привольненского сельского поселения.

## Физико-географическая характеристика
Посёлок расположен в степи в пределах западной покатости Ергенинской возвышенности, относящейся к Восточно-Европейской равнине, в балке Дубовая (правый приток реки Мышкова), на высоте около 90 метров над уровнем моря. Рельеф местности — холмисто-равнинный, развита овражно-балочная сеть. Почвы — каштановые солонцеватые и солончаковые почвы. Почвообразующие породы — глины и суглинки.
Подъезд с твёрдым покрытием к посёлку отсутствует. По просёлочной дороге расстояние до административного центра сельского поселения посёлка Привольный составляет около 19 км.

## История
Основан как ферма № 1 совхоза имени Юркина. С 1936 года в составе Ворошиловского района Сталинградской области. В 1957 году ферма № 1 совхоза «Привольный». В 1962 году переименован в посёлок Дубовое. В составе Светлоярского района — с 1965 года.

## Население
Динамика численности населения
| 1987 | 2002 |
| ---- | ---- |
| ≈80  | 34   |

| 2010 |
| ---- |
| 16   |

## Инфраструктура
Во времена СССР была ферма совхоза «Привольный». Личное подсобное хозяйство.

## Транспорт
Просёлочные дороги.